# Йетлинге
Йетлинге (на шведски: Gettlinge) е село, разположено в югозападната част на шведския остров Йоланд, в рамките на община Мьорбюлонга, лен Калмар. Селото е в областта известна като „Стура Алварет“, а около него има важни археологически паметници известни като каменни кораби.